# Jan Combrinck
Jan Lauwrens Combrinck (ur. 20 kwietnia 1995) – południowoafrykański zapaśnik walczący w obu stylach. Wicemistrz igrzysk afrykańskich w 2015. Złoty medalista mistrzostw Afryki w 2018 i brązowy w 2015. Zajął piąte miejsce na igrzyskach wspólnoty narodów w 2018. Wicemistrz mistrzostw Wspólnoty Narodów w 2017 i trzeci w 2013 roku.